# CXCL14
Le CXCL14 (ou BRAK) est une chimiokine dont le gène est situé sur le chromosome 5 humain.

## Rôles
Il a un rôle variable sur les cancers. Ainsi, dans le cancer de la prostate, il joue le rôle d'un gène suppresseur de tumeur, de même dans les cancers ORL. Au contraire, il facilite la prolifération des cancers du sein, de la thyroïde, du pancréas ou du côlon. Dans l'ostéosarcome, son expression est stimulée par l'IRX1 facilitant la formation de métastases.